# Acacia praemorsa
Acacia praemorsa là một loài thực vật có hoa trong họ Đậu. Loài này được P.J.Lang & Maslin miêu tả khoa học đầu tiên.